# Пилигрими
Пилигрими (мн.ч.) често се наричат ранните заселници от Плимутската колония (днес Плимут (Масачузетс)). Заселниците потеглят на 16 септември 1620 година от Плимут, Англия с кораба Мейфлауър и след изтощително плаване на 21 ноември акостират близо до нос Кейп Код в Нова Англия.